# Biserica de lemn din Ciuperceni de Sus

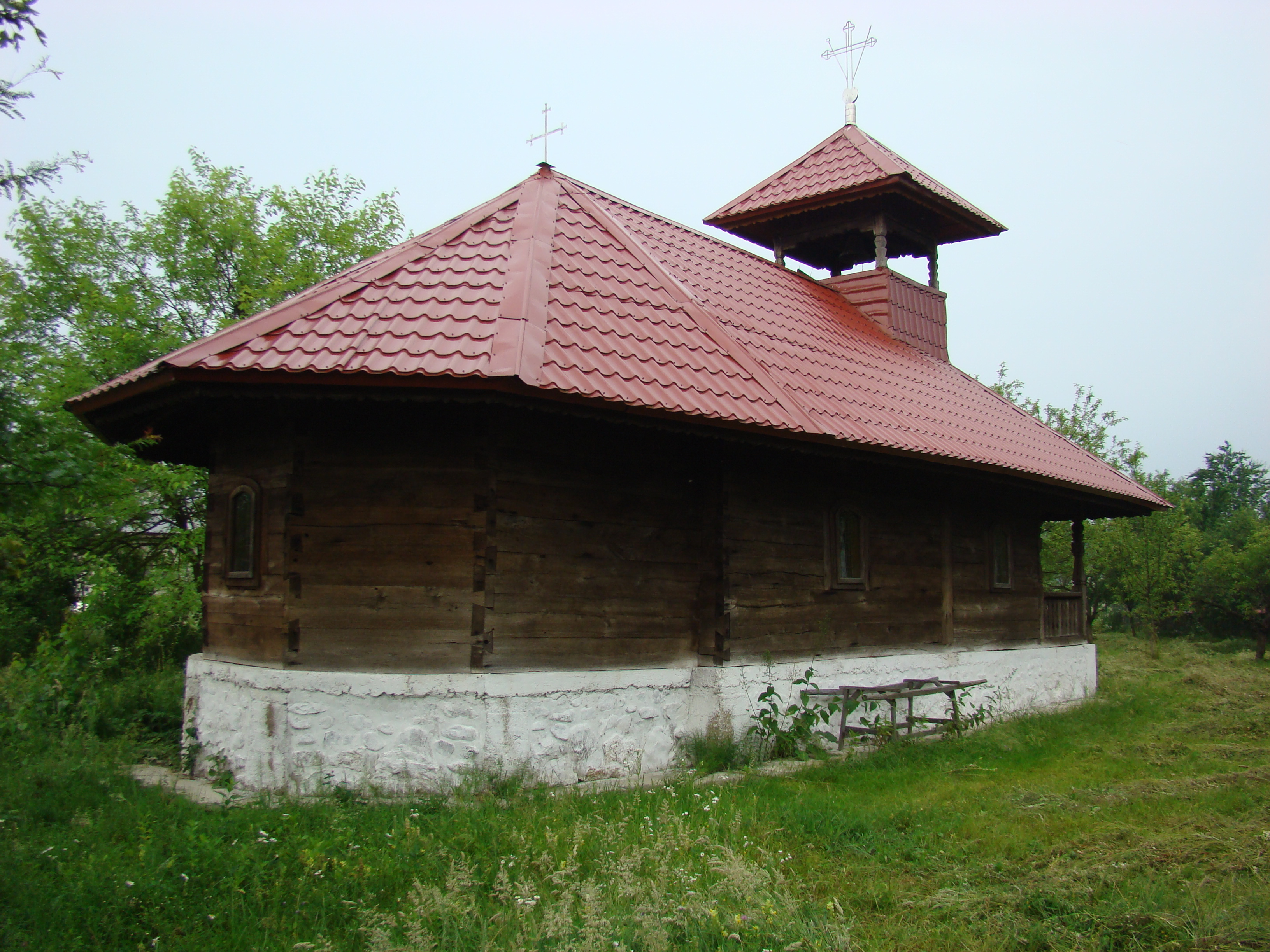
Biserica de lemn din Ciuperceni de Sus (fostul sat Fometești), comuna Ciuperceni, județul Gorj, foto: iunie 2010.

Biserica de lemn din Ciuperceni de Sus (fostul sat Fometești), comuna Ciuperceni, județul Gorj, a fost construită în prima jumătate a secolului XIX. Are hramul „Sfântul Nicolae”. Biserica nu se află pe lista monumentelor istorice, valorosul parimoniu mobil fiind înstrăinat.

## Istoric și trăsături
Biserica a fost construită în 1816 sau în 1832 și conform Anuarului Mitropoliei Olteniei din acel an se afla în reparații în 1941. Început atunci și întrerupt șantierul a fost reluat în 1975 și terminat în 1981. Biserica a fost refăcută folosindu-se atât materialul lemnos recuperat de la cea de pe loc, cât și cel recuperat de la altă biserică de lemn veche, din Vișoi, care s-a aflat lângă podul de peste Tismana până când a fost inundată. 
Bârnele aparente ale pereților înscriu un plan dreptunghiular, cu absida altarului decroșată, poligonală, cu cinci laturi.
Peste pronaos există o clopotniță scundă, sculptura foișorului fiind asemănătoare cu cea de la prispă, cu fruntarii tăiate în acolade, stâlpi și stenapi sculptați și decorați.
Pictura interioară este nouă și este realizată de zugravul Ioan Gogan din Cătunele.  
Podoabele vechi ale acestei biserici de lemn se păstrează în colecția Mănăstirii Tismana: icoanele împărătești semnate de „popa Istratie zugrav văleat 7339” (1831), ușile împărătești Buna Vestire pe un fond arhitectural. Și icoanele de praznice aparțin tot primei jumătăți a secolului al XIX-lea și pot fi atribuite lui popa Dumitru de pe Valea Jaleșului.